# Agnieszka Szondermajer
Agnieszka Szondermajer (ur. 21 grudnia 1971) – była polska piłkarka, występująca na pozycji napastniczki.
Zawodniczka Czarnych Sosnowiec, następnie Medyka Konin i ponownie Czarnych, z którymi wielokrotnie zdobyła Puchar Polski (1996/1997, 1997/1998, 1998/1999, 1999/2000, 2000/2001, 2001/2002) i mistrzostwo Polski (1997, 1998, 1999, 2000).
W seniorskiej reprezentacji Polski zadebiutowała 2 kwietnia 1991. W latach 1991–2005 w kadrze rozegrała łącznie 90 meczów, strzelając w nich 33 gole.